# Stefan Groothuis
Stefan Groothuis (Brummen, 23 novembre 1981) è un pattinatore di velocità su ghiaccio olandese, campione olimpico dei 1000 metri ai Giochi di Soči 2014.

## Olimpiadi
- 1 medaglia:
  - 1 oro (1000 m a Soči 2014).

### Campionati mondiali di pattinaggio di velocità - Distanza singola
- 2 medaglie:
  - 1 oro (1000 m a Heerenveen 2012)
  - 1 bronzo (1000 m a Inzell 2011)

### Campionati mondiali di pattinaggio di velocità - Sprint
- 1 medaglia:
  - 1 oro (Calgary 2012)